# Casa dels Dofins (Delos)
La Casa dels Dofins era un antic edifici de l'illa grega de Delos (Cíclades). Les seues ruïnes formen part del jaciment de Delos, declarat Patrimoni de la Humanitat per la UNESCO, de l'anomenat Barri del Teatre de Delos. El nom de l'edifici emprat en l'anàlisi és modern.

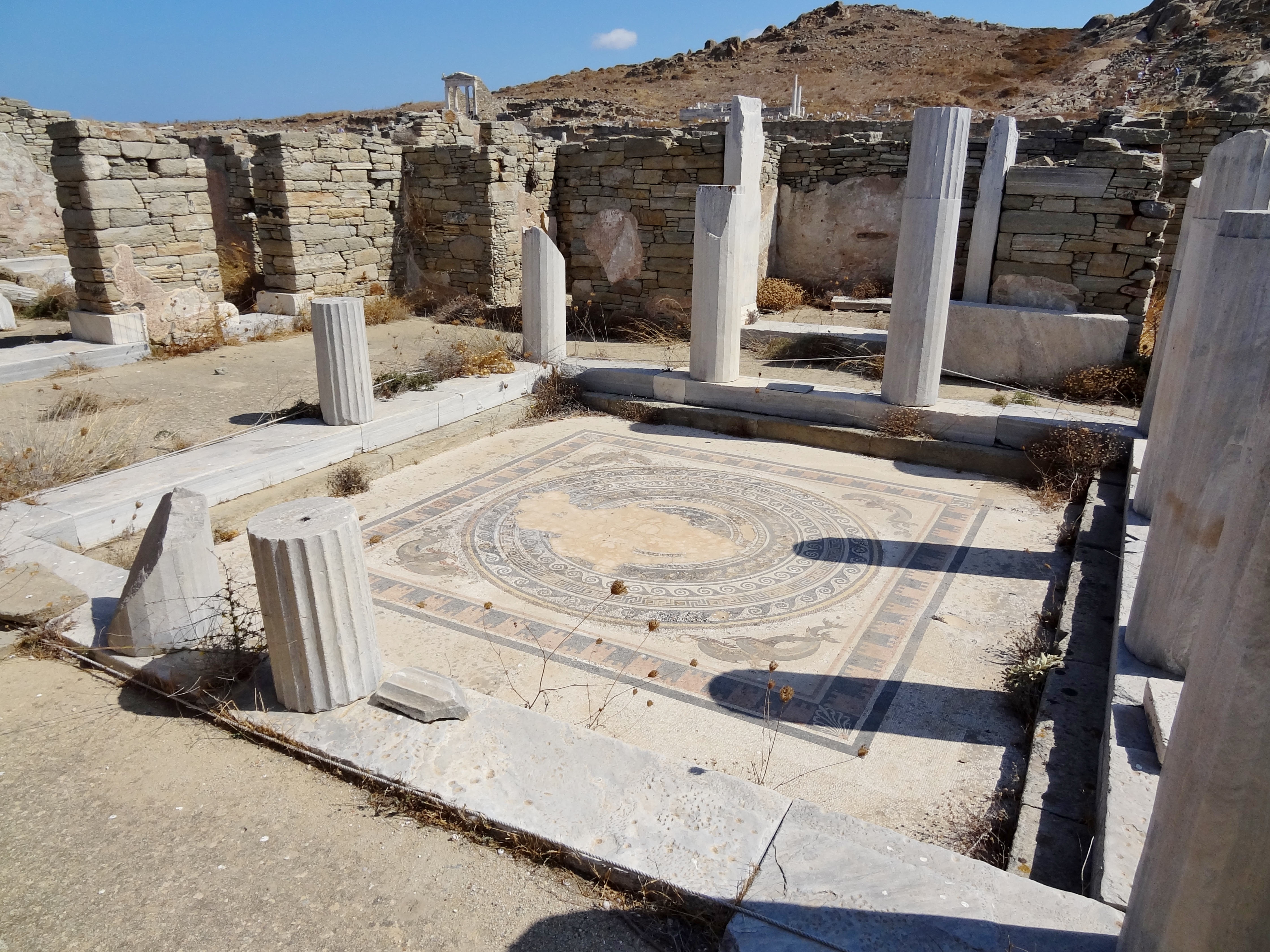
Les ruïnes

Es va construir en el període hel·lenístic, a l'entorn del 200-100 abans de la nostra era. Es troba a l'est del Teatre de Delos, a prop de l'anomenada Casa de les Màscares. La casa s'anomena així pel mosaic del sòl, en què apareixen dofins. El mosaic es troba en el peristil o impluvium amb 4 × 4 columnes dòriques del centre de la casa. En cada cantó del mosaic hi ha dos dofins muntats per un Cupido. Un d'ells porta l'emblema d'Hermes, el caduceu, l'altre el trident de Posidó i el tercer, Dionís, duu un tirs. El quart no és pas clar. El mosaic porta la signatura de l'autor, Asclepíades d'Arados (Arwad), la qual cosa és poc freqüent.